# Roger z Todi
Roger z Todi OFM (ur. ok. 1180 w Todi, zm. 5 stycznia 1237 tamże) – włoski franciszkanin, błogosławiony Kościoła katolickiego.
Miał otrzymać habit franciszkański w 1216 z rąk samego św. Franciszka z Asyżu. Był kapłanem, współzałożycielem prowincji hiszpańskiej Zakonu Braci Mniejszych. Po powrocie do Italii z polecenia zakonodawcy był dyrektorem duchowym bł. Filipy Mareri ze wspólnoty klariańskiej w Rieti. Błogosławionym nazywał Rogera z Todi, znający go osobiście, papież Grzegorz IX. Oficjalnie kult potwierdził w 1751 Benedykt XIV.